# ملون شامل
ملطّخة الكلّ هي صبغة كاربوسيانين، والتي تلطخ البروتينات الأنيونية والأحماض النووية وعديد السكاريد الأنيوني والجزيئات الأنيونية الأخرى.

## ملكيات
البقع-الكل متباينة اللون ويغير لونها حسب ملامستها للجزيئات الأخرى. حد الكشف عن البروتينات الفوسفورية أقل من 1 نانوغرام بعد ساعة واحدة من تلطيخ، للسكريات الأنيونية بين 10 و500 نانوغرام. البروتينات الأنيونية العالية هي ملطخة باللون الأزرق والبروتيوغليكان الأرجواني والبروتينات الأنيونية الوردي. الحمض النووي الريبي ملطخ باللون الأرجواني المائل إلى الزرقة مع حد اكتشاف يبلغ 90 نانوغرام ودي أن آي ملطخة باللون الأزرق بحد اكتشاف 3 نانوغرام.
البقع كلها حساسة للضوء، لذلك أجري التلوين في حالة عدم وجود ضوء ويُصوّر على الفو. يمكن تحسين تلطيخ البروتينات عن طريق صبغة الفضة اللاحقة. تتميز مادة إيثيل-ملطّخة الكلّ التناظرية بخصائص مماثلة للبقع جميعها، مع وجود إختلافات في قابلية الذوبان وخصائص التلوين.

## تطبيقات
البقع-جميع البقع والأحماض النووية والبروتينات الأنيونية والسكريات الأنيونية مثل الجينات والبكتينات وحمض الهيالورونيك وكبريتات ديرماتان [ والهيبارين وكبريتات الهيبارين وكبريتات شوندروتن. استخدم في إس دي إس بايج، والرحلان الكهربائي لهلام الاغاروز والتلطيخ النسيجي، مثل تلطيخ خطوط النمو في العظام.